# Jonathan Walsh
Jonathan Walsh även kallad Jinro, född 14 januari 1989 i Sundbybergs församling, är en pensionerad svensk professionell datorspelare i spelet StarCraft 2. Han bor i Sydkorea och spelade för laget Team Liquid i den koreanska ligan GOMTV Global Starcraft II League (GSL). Jinro bodde först i det gamla oGs (Old Generations)-laghuset genom en överenskommelse mellan oGs och Team Liquid. När oGs splittrades hittade Jinro ett nytt hem med sina lagmedlemmar från Team Liquid, spelarna TLO, Hero, och Haypro. Han spelade rasen Terran. Jinro blev den första icke-koreanen som gick hela vägen till semifinal i GSL säsong 3. Jinro gick sedan vidare och nådde semifinal ännu en gång efter det. Än idag är Jinro den enda icke-korean som nått semifinalerna i GSL. I november 2010 vann han Starcraft 2-turneringen på Major League Gaming i Dallas, USA. 
Hans smeknamn kommer från den koreanska destillatören Jinro.
Den 7 augusti 2012 pensionerade Jinro sig från professionellt datorspelande.

## Större turneringsprestationer
Jinro tjänade totalt in $28 035 USD i prispengar under sin karriär.

### 2010
- 1:a MLG Dallas 2010, 7 november 2010 (6 250 USD)
- 3:e-4:e GSL Open säsong 3, 18 december 2010 (~8 700 USD)

### 2011
- 3:e-4:e GSL Code S januari 2011, 29 januari 2011 (~4 500 USD)
- 1:a Clash of the Titans, showmatch ($1 500)